# Carlisle (Oklahoma)
Pour les articles homonymes, voir Carlisle (homonymie).
Carlisle est une census-designated place du comté de Sequoyah, dans l'État d'Oklahoma, aux États-Unis. En 2020, elle compte une population de 483 habitants.